# Estação Los Andes
A Estação Los Andes é uma das estações do Metrô do Panamá, situada em San Miguelito, entre a Estação Pan de Azúcar e a Estação San Isidro. Administrada pela Metro de Panamá S.A., faz parte da Linha 1.
Foi inaugurada em 5 de abril de 2014. Localiza-se na Avenida Transístmica. Atende o corregimento Amelia Denis de Icaza.